# Nonuya
El nonuya (nonuña, nyonuhu, achiote, achote) és una llengua witoto parlada per uns pocs milers de parlants del poble homònim de la regió a la Frontera entre Perú i Colòmbia. Només queden dos parlants al Perú el 2011 però s'estan fent esforços per revitalitzar-la.
La llengua es parlava principalment al curs superior del riu Igara-Paraná, a l'Illa de los Monos del riu Caquetá i en el riu Caguán, prop de San Vicente del Caguán. La majoria de parlants són bilingües i estan alfabetitzats tant en la llengua indígena com en castellà (a Colòmbia, 75% alfabetitzats en llengua indígena i 85% en espanyol). S'han compilat un diccionari i una gramàtica escrita de la llengua.

## Fonologia
El nonuya té 6 vocals: /a, e, i, ɨ, o, u/.
|           |               | Bilabial | Alveolar | Postalveolar | Palatal | Velar | Glotal |
| --------- | ------------- | -------- | -------- | ------------ | ------- | ----- | ------ |
| Oclusiva  | sorda         | p        | t        |              | tʲ      | k     | ʔ      |
| Oclusiva  | sonora</small | b        | d        |              |         | g     |        |
| Africada  | sorda         |          | t͡s       | t͡ʃ           |         |       |        |
| Africada  | sonora        |          | d͡z       | d͡ʒ           |         |       |        |
| Fricativa | sorda         | ɸ        |          | ʃ            |         |       | h      |
| Fricativa | sonora        | β        |          |              |         |       |        |
| Nasal     | Nasal         | m        | n        |              | ɲ       |       |        |
| Bategant  | Bategant      |          | ɾ        |              |         |       |        |